# Полота (река)
Полота́ (бел. Палата́, от др.-рус. Поло́та) — река в Невельском районе Псковской области России и Полоцком районе Беларуси, правый приток Западной Двины.
Длина реки — 93 км, из них в границах Беларуси — 86 км, площадь водосборного бассейна — 651 км², в границах Беларуси — 470 км². Среднегодовой расход воды в устье — 4,8 м³/с. Средний наклон водной поверхности — 0,5 м/км.
Основные притоки справа: Лютая и Страдань. Притоки слева: Тросница и Чертовка.

## География
Вытекает из озера Колпино (152,3 м над уровнем моря) в 2 км к северу от деревни Клястицы Невельского района Псковской области России (в пределах Городокской возвышенности). Далее в границах этого района протекает через озеро Неклочь. В Беларуси течёт по Полоцкой низменности (в верховье — через лесные массивы) и озеро Измок. Устье (107,5 м над уровнем моря) находится в границах города Полоцка.
Наивысший уровень половодья наблюдается в начале апреля, средняя высота над меженью — 4 м, наибольшая — 5 м (в 1931 году). Замерзает в первой декаде декабря, ледоход — в начале апреля. Весенний ледоход обычно длится 4 суток.
Долина трапециевидная, шириной 100—400 м. Пойма двухсторонняя, внизу местами отсутствует (ширина 150—300 м). Русло сильно извилистое, на отдельных участках в верхнем и среднем течении на протяжении 14,2 км канализированное: его ширина 5—10 м, ниже впадения реки Лютая местами до 30 м.

## Населённые пункты
Населённые пункты на реке от истока к устью: Булыги, Малое Ситно, Полота, Юровичи, Шуматёнки, Глушёнки, Жихари, Гирсино, Баяновщина, Дрозды, Сковородино, Захарничи, Бараново, Полоцк.

## Название
Как и название озера Полозерье, гидроним происходит от балтийской основы pal, palt, лит. pala «болото», лит. palios «заболачивающееся озеро», латыш. palts, palte «лужа, дождевой поток», paļi «половодье». Гидронимическими аналогами являются литовские названия рек Pala, Palėja, латвийское Pala. По другой версии, название связано с фин. paltta, paltto, лив. paald, саам. puolda «обрыв, скат, край, возвышенность», что объясняется преимущественно обрывистыми берегами реки.